# 崔成国 (足球运动员)
崔成国（최성국，1983年2月8日—），生于汉城 (今首尔)，韩国足球运动员，司职前鋒。

## 国家队生涯
他是韩国国家足球队成员，也是2004年夏季奥运会韩国国奥队的成员，帮助球队在小组赛A组比赛中获得第二而小组出线，在第二轮赛事中被最后获得奥运银牌的巴拉圭队所淘汰。他代表韩国U-20国家队参加了2003年国际足联世青赛，也是韩国国青队中的核心。
崔成国入选了2007年亚洲杯足球赛决赛阶段比赛，在首场比赛中他在禁区内头球冲顶打入领先的一球，最终球队1-1逼和了西亚豪强沙特阿拉伯。

## 评價
蔚山现代主教练金正南：“崔成国身材虽然不高，但是他的爆发力强，尤其是瞬间起动速度非常快，个人控球技术尤其出众。在韩国目前的前锋中，像他这样既有速度，脚下技术也十分过硬的人并不多见，他对射门机会的把握也非常准确，在跟对手争抢的过程中，总是快人一拍，在韩国联赛中是让后卫比较头痛的那种前锋。”

## 假球事件
2011年，崔成国因被查出涉及参与假球，被处罚剥夺其职业足球联赛的参赛资格，同时剥夺其担任足球教练、助教的资格、在足球团体担任官员、职员的资格、从事足球经纪人行业的资格。
崔成国东窗事发后声称自己是被迫无奈的，韩国司法当局认为他在加盟韩国军队球队尚武队期间涉嫌操作比赛等多项罪名，违反《韩国国民体育运动法》，被法院于2012年2月9日判处10个月监禁，缓刑2年，参与社会服务200小时。然而崔成国通过经纪人潜逃马其顿联赛拉博托尼基FK俱乐部，该队利用关系从国际足联那里搞到了相关的转会证明。韩国足协上书国际足联纪律委员会，3月国际足联在经过认真讨论之后对其做出全球禁赛裁定。